# Colibrí àngel de Clarisse
El colibrí àngel de Clarisse (Heliangelus clarisse) és una espècie d'ocell de la família dels troquílids (Trochilidae) que habita boscos i garrigues de les muntanyes del nord-est de Colòmbia i nord-oest de Veneçuela.
 Ha estat considerat coespecífic d'Heliangelus amethysticollis i Heliangelus spencei.